# Soweto String Quartet
Soweto String Quartet es un cuarteto de cuerdas con sede en Soweto, Sudáfrica que fue fundado en la década de 1980. 
El conjunto está formado por los músicos Sandile Khemese (primer violín y director), Thami Khemese (segundo violín), Reuben Khemese (violonchelo) y Makhosini Mnguni (viola).

## Historia
El cuarteto se fue forjando durante la década de 1980 alrededor del núcleo de los tres hermanos Khamese, los violinistas Sandile y Thami y el violonchelista Reuben. Los hermanos Khamese inician su aprendizaje en la escuela de música de su tío. El cuarteto se funda en 1989 en la Escuela de Madimba de la Música. Tuvieron que hacer frente inicialmente a críticas en el país, debido a su adherencia a los instrumentos europeos tradicionales al ser cuatro músicos clásicos negros en una ciudad sudafricana donde imperaba el racismo y el apartheid, aunque posteriormente su música absorbió ritmos y músicas africanos nativos. A la vez, su música era ignorada en el exterior debido al aislamiento internacional que provocó el rechazo al apartheid.
Nelson Mandela se declaró fan del grupo y dijo que lo escuchaba en su oficina.

## Estilo musical
El estilo musical de Soweto String Quartet es difícil de definir, ya que es una fusión de jazz primitivo, ritmos y músicas tradicionales africanas envuelto todo ello con un toque de música clásica propio de la formación de sus componentes.

## Discografía
Han grabado los siguientes discos:
- 1994 Zebra Crossing
- 1996 Renaissance
- 1998 Millenia
- 1999 Rhythms of Africa
- 2001 Four
- 2003 Our World